# Centralno-istočna regija
Centralno-istočna regija je jedna od 13 administrativnih regija Burkine Faso.
Stanovništvo je činilo 1.132.023 stanovnika u 2006. godini. Glavni grad regije je Tenkodogo. Centralno-istočna regija, sastoji se od tri provincije; Boulgou, Koulpélogo i Kouritenga. Regiju uglavnom naseljavaju narodi Bissa i Mossi.
Ovom regijom od 2007. upravlja guverner Siméon Sawadogo, koji je poslije 30 mjeseci poslaničkog mandata u parlamentu izabran na ovu funkciju. Po zanimanju je učitelj a već je obnašao različite funkcije u administraciji i politici.